# ریچارد نورمن شا
 ریچارد نورمن شو (انگلیسی: Richard Norman Shaw؛ ۷ مهٔ ۱۸۳۱ – ۱۷ نوامبر ۱۹۱۲) یک معمار اهل اسکاتلند بود.